# Dream Police
Dream Police är ett musikalbum av Cheap Trick lanserat 1979 på skivbolaget Epic Records. Albumet var deras fjärde studioalbum och blev en av deras största försäljningsframgångar med listplaceringar i flera länder. Titelspåret blev en stor hitsingel och nådde plats 26 på Billboard Hot 100. Även "Voices" släpptes som singel och nådde plats 32.
Även om albumet sålde bra emottogs det inte med lika stor entusiasm av dåtidens musikkritiker. Robert Christgau och Dave Marsh ansåg båda att albumet inte höll samma klass som deras tre första studioalbum.

## Låtlista
(låtar utan angiven upphovsman skrivna av Rick Nielsen)
1. "Dream Police" – 3:49
2. "Way of the World" (Robin Zander, Nielsen) – 3:39
3. "The House Is Rockin' (With Domestic Problems)" (Tom Petersson, Nielsen) – 5:12
4. "Gonna Raise Hell" – 9:20
5. "I'll Be with You Tonight" (Nielsen, Zander, Bun E. Carlos, Petersson) – 3:52
6. "Voices" – 4:22
7. "Writing on the Wall" – 3:26
8. "I Know What I Want" – 4:29
9. "Need Your Love" (Nielsen, Petersson) – 7:39

## Listplaceringar
- Billboard 200, USA: #6[3]
- UK Albums Chart, Storbritannien: #41[4]
- RPM, Kanada: #4[5]
- Nederländerna: #21[6]
- Topplistan, Sverige: #31[7]